# Людмила Форманова
Людмила Форманова (чеськ. Ludmila Formanová; нар. 2 січня 1974) — чеська легкоатлетка, яка спеціалізувалася на бігу на середні дистанції.
На міжнародних змаганнях представляла Чехословаччину, а після розділу Чехословаччини — Чехію.

## Спортивні досягнення
Фіналістка (7-е місце) олімпійських змагань з естафетного бігу 4×400 метрів (1996). На двох Олімпіадах (1996, 2000) брала участь у змаганнях з бігу на 800 метрів, проте обидва рази до фінального забігу потрапити не вдалось.
Чемпіонка світу з бігу на 800 метрів (1999). Фіналістка (5-е місце) змагань з бігу на 800 метрів на чемпіонаті світу в Афінах (1997). Ще тричі виступала у фінальних естафетних забігах 4×400 метрів на чемпіонатах світу — 4-е місце у 1999, 5-е місце у 1996 та 7-е місце у 1993.
Чемпіонка світу в приміщенні з бігу на 800 метрів (1999). Срібна призерка (1995) та фіналістка (4-е місце, 1997) змагань з естафетного бігу 4×400 метрів на чемпіонатах світу в приміщенні.
Фіналістка чемпіонату Європи з бігу на 800 метрів (4-е місце у 2002) та естафетного бігу 4×400 метрів (5-ті місця у 1994 та 1998).
Чемпіонка Європи в приміщенні з бігу на 800 метрів (1998). Фіналістка (4-е місце) чемпіонату Європи в приміщенні з бігу на 800 метрів (1996).
Посіла призові місця на Кубку Європи (1998) — фінішувала 2-ю в естафетному бігу 4×400 метрів та 3-ю в бігу на 800 метрів.
Чемпіонка Європи серед юніорів з бігу на 800 метрів (1993).
Чемпіонка Чехії з бігу на 400 метрів (2002), 800 метрів (1994, 1995, 1997, 1999, 2000) та в естафетному бігу 4×400 метрів (1994, 1995).
Чемпіонка Чехії в приміщенні з бігу на 400 метрів (1994) та 800 метрів (1995, 1996, 1997, 1998, 1999, 2000, 2002).